# تبنا
 تبنا أو تبنة هي إحدى القرى اللبنانية من قرى قضاء صيدا في محافظة الجنوب.